# 八幡祭小望月賑
『八幡祭小望月賑』（はちまんまつり よみやのにぎわい、八幡祭礼宵宮賑、八幡祭礼夜宮賑とも）は歌舞伎の演目。通称『縮屋新助』（ちぢみや しんすけ）、別題『八幡祭宵宮邌物』（はちまんまつり よみやのねりもの）、『三五夜中色新月』（さんごやちゅう いろのしんげつ）。
万延元年七月（1860年8月）江戸市村座で初演された。二代目河竹新七（黙阿弥）作、全六幕。

## 概説
四代目中村芝翫の人気に押されて困っていた盟友四代目市川小團次のために、河竹新七が書下ろした世話物の狂言。文化四年 (1807) に深川八幡宮の祭礼の人出から付近の永代橋が崩落した事件（永代橋崩落事故）と、文政三年 (1820) に起きた深川の芸者殺しの事件を題材にしている。「切られ与三」の世界と妖刀村正が引き起こすお家騒動をからめた物語だが、現在ではこのうち縮屋新助の筋のみが上演される。

## あらすじ

### 第一幕

#### 仲町野花屋の場
木更津の親分赤間源左衛門は、妾のお富が間男の与三郎と海に身を投げてしまう派目になり、憂さを晴らすために子分の海松杭の松や用心棒の平馬をつれて鎌倉（実際は江戸）化粧坂の仲町に遊びに来る。野花屋の抱えである新藁おみよがお富と瓜二つなのに惚れこんだ源左衛門はおみよに付きまとう。そこへ越後の縮緬商人新助が源左衛門に誤って突き当たる。怒った赤間たちは新助をなぶりものにしようとするが、来かかったおみよのとりなしで新助は助けられる。一人になったおみよは愛人の新三郎と逢瀬を楽しむが、源左衛門に見咎められ、二の腕に彫った「新」の字から情人の名を言えと迫られる。そこへ最前の新助が出てその字は私の一字だと言っておみよの危難を救う。源左衛門は腹立ち紛れに新助の額を煙管で割り立ち去る。
はじめ親切心からおみよの恋人だと嘘をついた新助だが、新三郎とおみよが仲むつまじく奥座敷に行くのを見送る内おみよに恋心を抱く。

### 第二幕

#### 第一場：花水橋喧嘩の場
花水橋（実際は江戸の永代橋）で、鳶の者と赤間の子分が大喧嘩をする。丁度祭りの時分で人出が多く、橋の上は大混乱となる。ついに欄干が壊れ、おみよと大勢の人が稲瀬川（実際は大川）に落ちる。

#### 第二場：稲瀬川波除の場
川に落ちたおみよを救ったのは偶々小舟で通りかかった新助であった。だれもいない小舟の中、新助はおみよに恋心を打ち明ける。困惑したおみよは、新三郎が求める宝物の香炉が手に入って仕官がかなった上で新助と夫婦になろうとその場しのぎの嘘を言うが、新助は本当の事と思いこむ。

### 第三幕

#### 第一場：化粧坂仲町の場
さて、新三郎は、許嫁おきしの兄で剣術の師匠の小天狗正作から、先日の橋の喧嘩の際に香炉の質手形を拾った。お前にはおみよといういい女がいるので妹おきしは悲観して尼になった。ついでに請け出しの金子をそえて手形を渡すのでこれを破談の証文にする。早まった真似をせず、香炉をもって主君の元に帰れと諭される。新三郎は二人への面目が立たず、おみよの元に来て、「お前との関係もこれまで、新助と言う男がいるのだから身を引く」と心ならずも縁を切る。自棄酒をあおるおみよのもとに、新助がいそいそと縮屋の仲間を連れて香炉の代金を工面してやって来るが、おみよは酔いも手伝って新助を冷たくあしらい愛想づかしをする。満座の中で恥をかいた新助は悔し涙を流しながら帰る。おみよは野花屋の女房お露から新三郎の書置きを見せられはじめて事の真相を知り、新助に詫びの手紙を書く。

#### 第二場：雪ノ下縮屋宿の場
傷心の新助は宿の主人六兵衛と下男作助に、もうおみよのことは忘れろと意見される。表面では素直に従う新助だが内心はおみよへの復讐心が消えていない。たまたま来た小道具屋から妖刀村正を買った新助は、刀を手にした途端、狂い出しておみよを殺しに駆け出していく。驚く六兵衛と作助に、おみよの手紙を持ってお露が来る。手紙とともに添えられた不動の尊像に、おみよは幼い時に生き別れた新助の実の妹と言う事が分かる。折からあちこちで起る人殺しの叫び声に、作助は一散に新助の後を追う。

#### 第三場：仲町裏手の場
殺人鬼と化した新助は通りかかった縮屋の仲間達をも手にかける。

#### 第四場：洲崎土手の場
おみよは赤間の子分に捕まり駕籠で拉致されるが、新助に駕籠を止められ、なぶり殺しにされる。その後、新助は正気にもどるが、駆けつけた作助から、事の真相がわかり、申し分けなさに自害して果てる。

## 初演時の配役
- 新助・正作 - 四代目 市川小團次
- おみよ - 三代目 岩井粂三郎
- 赤間源左衛門・六兵衛 - 三代目 關三十郎
- 穂積新三郎 - 初代 河原崎権十郎

## 解説
正直一途な地方出身の男が、都会の女性にだまされ破滅する物語は、並木五瓶の『五大力恋緘』（五大力）にも見られる。新三郎の科白に「五大力のせりふにも妓女に恋なし、宝を以って恋とすと、並木五瓶が書いた通り」という内輪ネタがあり、新七が『五大力』を意識して書いたことが窺われる。
この『縮屋新助』を下敷きにして、明治時代に新七の門弟・三代目河竹新七が登場人物やあらすじがほぼ同じの『籠釣瓶花街酔醒』（籠釣瓶）を初代市川左團次に書いているが、『籠釣瓶』は構成や内容の成熟度で『縮屋新助』に甚だしく劣る。ところが役者に恵まれた『籠釣瓶』が今日でも人気の演目なのに対し、初代中村吉右衛門や八代目松本幸四郎の他にこれといった役者に恵まれなかった『縮屋新助』の方は今日では事実上「埋もれた名作」と化している。
本心でない「愛想尽かし」が「逆恨み殺し」に発展するというのは歌舞伎ではよく使われるあらすじだが、本作では二重の「愛想尽かし」を用いている。新三郎が本心でない愛想づかしをおみよにし、自棄になったおみよが新助のせいでこうなったと本心からの愛想づかしをするという、手の込んだ構成がそれである。また嘘から出た真の新助のおみよへの恋心の発露が極めて自然に描かれているのも特徴的である。
小團次の迫真の演技は大好評で、特に縮屋宿の深刻さと狂気は絶品といわれた。